# Магдалена (река)
Магдале́на (исп. Río Magdalena) — река на северо-западе Южной Америки, протекает через западную часть Колумбии. Берёт начало в Андах, течёт в северном направлении, впадает в Карибское море. Длина реки — 1550 км, площадь водосборного бассейна — 260000 км².
Магдалена считается главной и самой длинной рекой Колумбии, её водосборная площадь охватывает 24 % материковой части страны, на которой проживает основная часть населения Колумбии, вносящая 85 % в национальный ВВП. Является самой крупной горной рекой континента.

## Этимология
Европейский первооткрыватель Родриго де Бастидас высадился в устье реки 1 апреля 1501 года и назвал её в честь Марии Магдалины. На протяжении всей конкисты и после неё Магдалена являлась одним из основных путей от прибрежных районов вглубь континента. Она упоминается в первой части книги «Хроника Перу» (1553) Педро де Сьеса де Леона.

## География

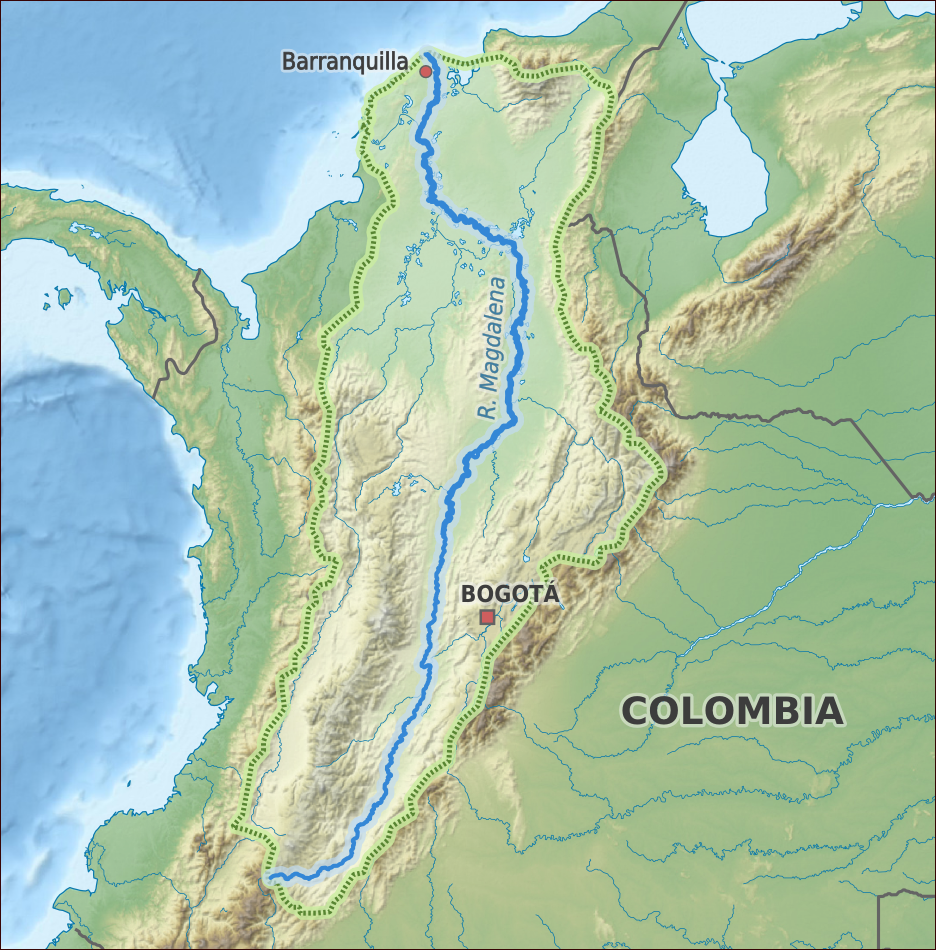
Бассейн реки

Исток реки находится в департаменте Уила, на южной окраине хребта Центральная Кордильера, недалеко от вулкана Сотара. На протяжении первых 100 км на реке расположено множество порогов и водопадов, после города Наре река выходит в долину шириной 30—60 км, находящуюся между Центральной и Восточной Кордильерой. В районе города Барранкабермеха долина расширяется, а после города Эль-Банко река выходит на Прикарибскую низменность, территория которой сильно заболочена. В этом районе река распадается на два рукава: Лоба и Момпос. В западный рукав Лоба впадают главные притоки Магдалены — реки Каука и Сан-Хорхе, а восточный Момпос принимает воды реки Сесар. В районе города Барранкилья река впадает в Карибское море, образуя дельту.

## Гидрография
Питание реки дождевое, с апреля по май и с сентября по ноябрь — паводок, при котором в нижнем течении затопляются большие площади, в остальное время — вода низкая. Перед выходом из долины реки в низменные области среднегодовой расход воды составляет 8000—10000 м³/с.
Магдалена является основной судоходной артерией Колумбии. Река судоходна на протяжении около 880 км от устья (от Барранкилья до Ла-Дорада), поскольку у города Онда (департамент Толима) расположены ограничивающие движение судов пороги. В высокую воду небольшие суда могут подниматься ещё на 370 км — от Онды до Нейвы (департамент Уила).
В низовьях реки до порта Картахена проложен судоходный канал Каналь-дель-Дике. Общая длина водных путей в бассейне реки составляет около 4 тыс. км. В верховьях реки была построена плотина Бетания (Betania Dam), в результате чего образовалось водохранилище. Координаты плотины: 2°42′42″ с. ш. 75°25′50″ з. д.

## Экология
В настоящее время экология реки страдает от вырубки тропических лесов с целью освоения земли под пастбища и сельское хозяйство, что приводит к повышенной эрозии почвы (до 330 т почвы с гектара в год). Стоки в реку в районе города Барранкилья ухудшают экологию дельты реки.
В планах нефтедобывающей компании Omimex — начать бурение в среднем течении реки для добычи нефти в месторождении, расположенном под её руслом. Экологические последствия возможных аварий могут оказаться весьма тяжёлыми. Строительство водохранилища Бетания привело к снижению популяции рыб в реке, ограничив возможность её миграции.
Все эти проблемы непосредственным образом касаются 10 (из 40) млн жителей Колумбии, проживающих в бассейне Магдалены.

### Проблема бегемотов
В начале XXI в. в реке расплодились бегемоты, завезенные в страну наркобароном Пабло Эскобаром. Изначально Эскобар привез в страну одного самца и трех самок. По оценкам, на конец 2020 года в реках Колумбии их примерно 80-120 особей и популяция продолжит расти. По прогнозу к 2034 году их численность достигнет 1400. Ученые пришли к выводу, что необходимо умерщвлять или кастрировать по 30 животных в год, чтобы не допустить резкого увеличения популяции.